# Eilicrinia freitagaria
Eilicrinia freitagaria là một loài bướm đêm trong họ Geometridae.